# Dan Bongino
 (février 2025).
Si vous disposez d'ouvrages ou d'articles de référence ou si vous connaissez des sites web de qualité traitant du thème abordé ici, merci de compléter l'article en donnant les références utiles à sa vérifiabilité et en les liant à la section « Notes et références ».
 (février 2025).
La mise en forme du texte ne suit pas les recommandations de Wikipédia : il faut le « wikifier ».
Les points d'amélioration suivants sont les cas les plus fréquents :
- Les titres sont pré-formatés par le logiciel. Ils ne sont ni en capitales, ni en gras.
- Le texte ne doit pas être écrit en capitales (les noms de famille non plus), ni en gras, ni en italique, ni en « petit »…
- Le gras n'est utilisé que pour surligner le titre de l'article dans l'introduction, une seule fois.
- L'italique est rarement utilisé : mots en langue étrangère, titres d'œuvres, noms de bateaux, etc.
- Les citations ne sont pas en italique mais en corps de texte normal. Elles sont entourées par des guillemets français : « et ».
- Les listes à puces sont à éviter, des paragraphes rédigés étant largement préférés. Les tableaux sont à réserver à la présentation de données structurées (résultats, etc.).
- Les appels de note de bas de page (petits chiffres en exposant, introduits par l'outil «  Source ») sont à placer entre la fin de phrase et le point final[comme ça].
- Les liens internes (vers d'autres articles de Wikipédia) sont à choisir avec parcimonie. Créez des liens vers des articles approfondissant le sujet. Les termes génériques sans rapport avec le sujet sont à éviter, ainsi que les répétitions de liens vers un même terme.
- Les liens externes sont à placer uniquement dans une section « Liens externes », à la fin de l'article. Ces liens sont à choisir avec parcimonie suivant les règles définies. Si un lien sert de source à l'article, son insertion dans le texte est à faire par les notes de bas de page.
- La présentation des références doit suivre les conventions bibliographiques. Il est recommandé d'utiliser les modèles {{Ouvrage}}, {{Chapitre}}, {{Article}}, {{Lien web}} et/ou {{Bibliographie}}. Le mode d'édition visuel peut mettre en forme automatiquement les références.
- Insérer une infobox (cadre d'informations à droite) n'est pas obligatoire pour parachever la mise en page.

Pour une aide détaillée, merci de consulter Aide:Wikification.
Si vous pensez que ces points ont été résolus, vous pouvez retirer ce bandeau et améliorer la mise en forme d'un autre article.
Daniel John Bongino, né le 4 décembre 1974, est un commentateur politique américain, animateur de radio, écrivain, et ancien agent des services secrets des États-Unis. Il est connu pour ses prises de position conservatrices et son soutien au président Donald Trump.En février 2025, il a été nommé directeur adjoint du Federal Bureau of Investigation (FBI) par le président Trump.

## Formation

### Jeunesse et formation
Dan Bongino est né dans le quartier du Queens, à New York. Il a obtenu une maîtrise en psychologie au Queens College (New York), ainsi qu'un MBA à la Pennsylvania State University.

### Carrière dans les forces de l'ordre
Bongino a commencé sa carrière en tant qu'agent du New York City Police Department (NYPD) en 1995 avant de rejoindre les services secrets des États-Unis en 1999. Il a été affecté à la division de protection présidentielle, travaillant sous les administrations de George W. Bush et Barack Obama. Il a quitté les services secrets en 2011 pour se lancer en politique.

## Carrière politique
Bongino a été candidat républicain à plusieurs élections législatives :
En 2012, pour le Sénat des États-Unis dans le Maryland, battu par le démocrate Ben Cardin.
En 2014, pour la Chambre des représentants des États-Unis dans le 6e district du Maryland, défait par le démocrate John Delaney.
En 2016, pour le 18e district de Floride, éliminé lors des primaires républicaines.

## Carrière médiatique
Après ses échecs électoraux, Bongino est devenu une figure médiatique conservatrice. Il anime The Dan Bongino Show, un podcast très suivi, et a été chroniqueur sur Fox News. Il a également animé une émission radio nationale après le décès de Rush Limbaugh.
Bongino a activement soutenu des plateformes alternatives aux réseaux sociaux traditionnels, comme Parler, après la suspension de certaines figures conservatrices sur Twitter et Facebook.

## Vie personnelle
Dan Bongino est marié à Paula Andrea Bongino, d'origine colombienne. Le couple vit en Floride et a deux enfants.En 2020, Bongino a été diagnostiqué avec un lymphome de Hodgkin, mais a annoncé en 2021 être en rémission après un traitement réussi.

## Prises de position et controverses
Bongino est un fervent critique du Parti démocrate et des médias traditionnels, qu'il accuse de partialité. Il a relayé des théories du complot sur l'élection présidentielle américaine de 2020 et sur le Spygate, une affaire alléguant une surveillance illégale de la campagne de Donald Trump en 2016.
Il a été suspendu de YouTube pour diffusion de désinformation sur la pandémie de COVID-19.

## Publications
- - Bongino, Dan (2013), Life Inside the Bubble (2013; WND Books. ISBN 978-1-9380-6736-5. OCLC 858126450.
  - — The Fight (2016), St. Martin's Press. ISBN 978-1-2500-8298-5. OCLC 924683173.
  - — Follow The Money (2020), Post Hill Press. ISBN 978-1-6429-3659-9.